# البخراء (المزاحمية)
البخراء، هي قرية من فئة (ب) تقع في محافظة المزاحمية، والتابعة لمنطقة الرياض في السعودية. وتبعد البخراء عن محافظة المزاحمية بمسافة تقارب (80) كم.